# Йоземит Сэм

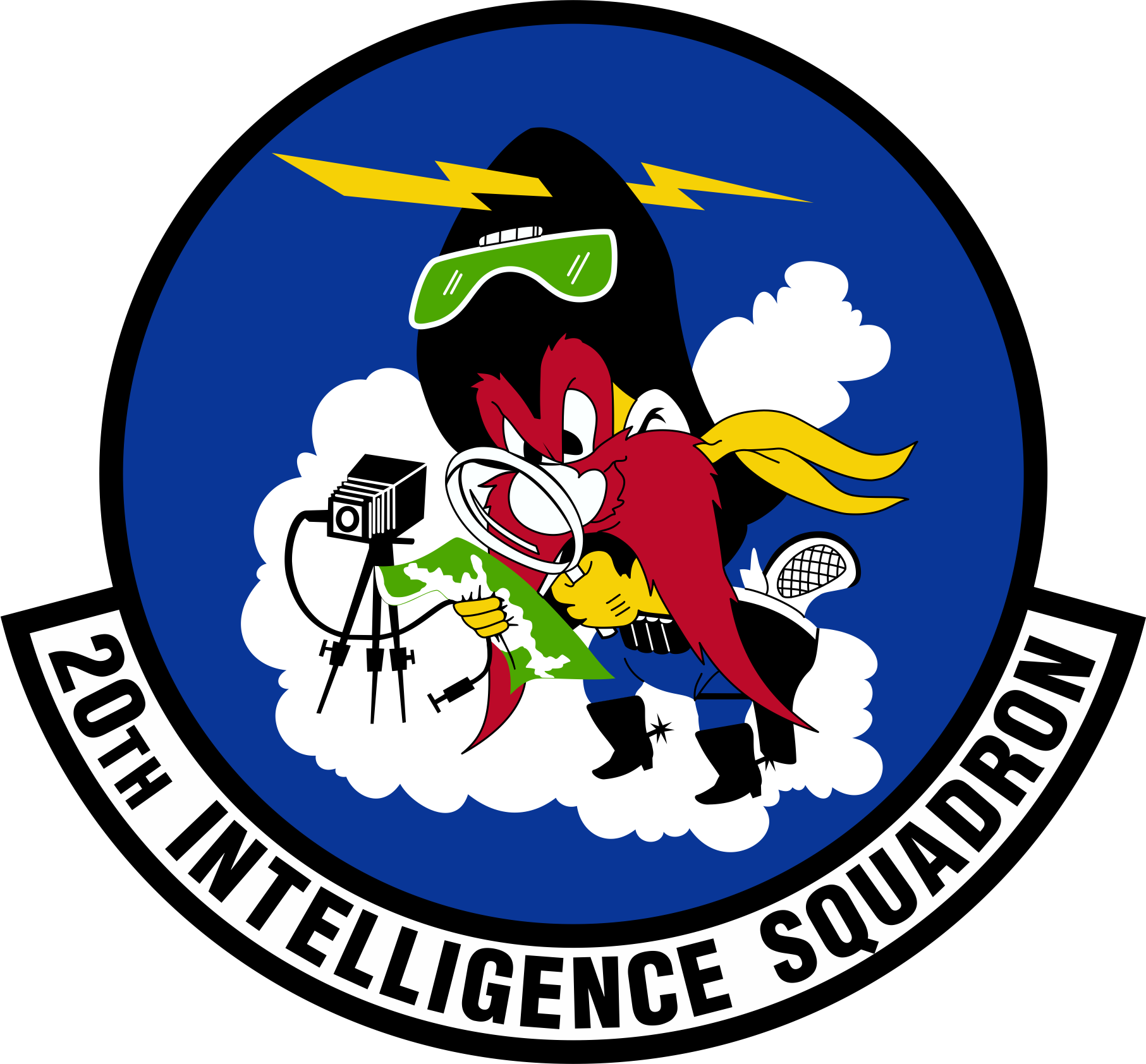
Эмблема 20-я разведывательная эскадрилья

Йо́земит Сэм (англ. Yosemite Sam) — персонаж американских мультфильмов серий Looney Tunes и Merrie Melodies. Своё имя получил в честь Йосемитского национального парка. Наряду с Элмером Фаддом является «архиврагом» Багза Банни.

Слово «Йоземит» происходит от индейских Yohhe'meti (юж. сьерра-мивокский) или Yos.s.e'meti (центр. сьерра-мивокский) и означает «тот, кто убивает».

## Описание
Йоземит Сэм — немолодой мужчина очень низкого роста (в некоторых сериях ему требуется стремянка, чтобы забраться на свою лошадь) с густыми рыжими бровями и усами. Как правило изображается крайне агрессивным (зачастую вооружённым револьверами) ковбоем, золотоискателем, преступником, пиратом, ненавидящим кроликов вообще и Багза Банни в частности. В отдельных сериях Сэм является рыцарем (в «Благородный рыцарь Багз»), римским легионером (преторианским гвардейцем), королевским поваром, тюремным стражником, герцогом, солдатом Конфедерации, скалолазом, домохозяином, викингом, индейским вождём, военным лётчиком, водителем троллейбуса (в «Кругосветном путешествии Твити», 2000) и даже космическим пришельцем (в Lighter Than Hare, 1960). Несмотря на то, что в большинстве случаев Йоземит Сэм представлен всё-таки как ковбой, во Франции и Италии этого персонажа чаще зовут как «Пират Сэм».
Настоящее имя этого персонажа — Сэмюэль Розенбаум (об этом стало известно только 5 февраля 2013 года во время премьерного показа эпизода «Даффи Дак, эсквайр» мультсериала «Шоу Луни Тюнз»), но в большинстве случаев его зовут по прозвищу — Йоземит Сэм. В некоторых мультфильмах это прозвище претерпевает некоторые изменения: Чилкут Сэм, Сэм Честная Сделка, Рифф-Рафф Сэм, Сэм Шульц, Морской Сэм, Шанхайский Сэм, Сэм фон Шамм Гессенский.
В период «золотого века американской мультипликации» (прибл. 1928—1969) Йоземит Сэм появился в 33-х короткометражных мультфильмах.

## История
Впервые как полноценный персонаж Йоземит Сэм появился в мультфильме Hare Trigger, премьера которого состоялась 5 мая 1945 года. Создатель персонажа — мультипликатор Фриз Фрилинг. На образ и характер Сэма оказали влияние многие персонажи и люди. Это, в частности, Шериф Мёртвый Глаз из Шоу Красного Скелета, мистер Бэнг Ужасный Темперамент из газетного комикса Toonerville Folks. Отдельные коронные фразочки и нюансы поведения Сэм позаимствовал у комиков Джеймса Финлейсона и Фрэнка Нельсона.
С 1970 по 1984 издательством Gold Key Comics выпускались комиксы (всего 81 номер), озаглавленные «Йоземит Сэм и Багз Банни».
В 1988 году Йоземит Сэм появился в роли самого себя в полнометражном художественном фильме «Кто подставил кролика Роджера». Следующее появление Сэма в полнометражном художественном фильме произошло в 1996 году — он сыграл одного из баскетболистов в ленте «Космический джем». В картине 2003 года «Луни Тюнз: Снова в деле» Йоземит Сэм сыграл роль охотника за головами, нанятого Acme Corporation, чтобы уничтожить Даффи Дака.
В 1990—1995 годах Йоземит Сэм появился в нескольких эпизодах мультсериалов «Приключения мультяшек» и «Сильвестр и Твити: Загадочные истории».
В начале 1990-х годов Йоземит Сэм и Багз Банни рекламировали напиток Mirinda — это было сделано так как Fanta в то же время начали рекламировать мульт-персонажи студии Диснея. В 2012 году Йоземит Сэм рекламировал холдинг MetLife.
В 2001—2006 годах телезрители могли увидеть, каким был Йоземит Сэм в детстве — на экранах транслировался мультсериал «Малыши Луни Тюнз». В 2011—2014 годах Йоземит Сэм появился в нескольких эпизодах мультсериала «Шоу Луни Тюнз». В 2015 году Йоземит Сэм появился в полнометражном мультфильме «Луни Тюнз: Кролик в бегах». С 2015 по 2020 год Йоземит Сэм появлялся в эпизодах мультсериала «Кволик», причём здесь его образ претерпел некоторые изменения: и так шикарные усы Сэма стали ещё больше, он растолстел, а в его доме живут множество кошек.
С 2010 года голос Йоземита Сэма можно услышать в GPS-навигаторах фирмы TomTom.

### Йоземит Сэм в компьютерных играх
- 1989 — The Bugs Bunny Crazy Castle[англ.]
- 1990 — The Bugs Bunny Birthday Blowout
- 1991 — The Bugs Bunny Crazy Castle 2[англ.]
- 1994 — Bugs Bunny Rabbit Rampage
- 1995 — Looney Tunes B-Ball[англ.]
- 1996 — Bugs Bunny in Double Trouble — создатель робота-монстра по имени Госсамер
- 1997 — The Bugs Bunny Crazy Castle 3[англ.]
- 1999 — Bugs Bunny: Lost in Time
- 2000 — Bugs Bunny & Taz: Time Busters
- 2001 — Sheep, Dog 'n' Wolf (только на 13-м уровне)
- 2002 — Loons: The Fight for Fame[англ.]
- 2002 — Taz: Wanted — жадный миллиардер
- 2003 — Looney Tunes: Back in Action[англ.]
- 2007 — Looney Tunes: Acme Arsenal[англ.] (только на уровне «Дикий Запад»)

## Озвучивание
С первого мультфильма (1945 год) и до 1989 года, на протяжении 44 лет Йоземита Сэма озвучивал Мел Бланк. Также много озвучивали этого персонажа Морис Ламарш (1992—2016, 24 года) и Джим Каммингс (1996—2014, 18 лет). Среди остальных актёров, озвучивавших Сэма, можно отметить Джо Аласки (1988—1992 и 2010—2011), Джеффа Бергмена (1990—1992), Чарли Адлера (1990), Грега Бёрсона (1994),Билла Фармера (1996), Фрэнка Горшина (1997) и Джеффа Беннетта (2003—2004). С 2016 года официальным голосом Йоземита Сэма является Фред Таташор.